# Salmijärvi (Jukkasjärvi socken, Lappland, 754728-173390)
Salmijärvi är en sjö i Kiruna kommun i Lappland och ingår i Torneälvens huvudavrinningsområde.